# Antonio Medina
Antonio Angel Medina García est un joueur d'échecs espagnol naturalisé vénezuelien, né le 2 octobre 1919 à Barcelone et mort le 31 octobre 2003 dans la même ville.

## Biographie et carrière
Maître international à la création du titre en 1950, il a remporté :
- sept fois le championnat d'Espagne (en 1944, 1945, 1947, 1949, 1952, 1963 et 1964) ;
- le tournoi de Hastings 1952-1953 ;
- le championnat open des États-Unis à San Antonio en 1962 
  - et le tournoi d'échecs de la Costa del Sol en 1965.

Medina fut en outre trois fois champion de Catalogne (en 1947, 1949 et 1950) et trois fois champion du Venezuela (en 1955, 1956 et 1958).
En 1954, il remporta le tournoi zonal de Caracas devant Miguel Cuellar, ce qui lui permit de participer au tournoi interzonal de Göteborg en 1955 où il finit dix-neuvième sur vingt-et-un joueurs. Parmi les autres tournois qu'il remporta figurent le tournoi de Wijk aan Zee (groupe B) en 1968 et Amsterdam B (tournoi IBM) en 1967. Il représenta l'Espagne lors de six olympiades entre 1964 et 1976 et du championnat d'Europe d'échecs des nations en 1970 (l'Espagne finit cinquième). En 1945, il participa au tournoi de Gijon où participait le champion du monde Alexandre Alekhine. Antonio Medina le battit et finit à la deuxième place à égalité avec le champion.